# Lampsilis altilis
Lampsilis altilis är en musselart som först beskrevs av Conrad 1834.  Lampsilis altilis ingår i släktet Lampsilis och familjen målarmusslor. Inga underarter finns listade i Catalogue of Life.